# Fabian Döttling
Fabian Döttling (né le 4 août 1980 à Heilbronn, en Allemagne) est un joueur d'échecs allemand.

## Jeunesse et vie privée
Fabian Döttling grandit à Obersulm-Affaltrach et apprend les échecs à l'âge de huit ans grâce à son père Gustav, qui organise les échecs à l'école au niveau régional et dirige la section jeunesse du club TSV Willsbach. Il joue aussi au handball en tant que gardien de but. Fabian Döttling étudie l'anglais et l'histoire à l'université de Heidelberg. Sa thèse d'admission à l'examen d'État est intitulée Zur Bedeutung des Schachspiels im Modernen Englisch-sprachigen Roman (sur l'importance du jeu d'échecs dans le roman anglais moderne). Depuis 2010, il enseigne l'anglais et l'histoire au lycée évangélique Paul-Distelbarth, à Obersulm.

## Parcours échiquéen
Enfant, il est formé par Gerhard Fahnenschmidt à la base régionale de Stuttgart et, adolescent, il s'entraîne à quelques reprises avec Klaus Darga . 
Fabian Döttling est considéré comme un spécialiste de la défense Caro-Kann. 

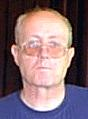
Son premier entraîneur, Gerhard Fahnenschmidt (1940-2016)

### Parcours en club
À l'âge de neuf ans, Fabian joue pour TSV Willsbach, son premier club d'échecs, dont il est encore aujourd'hui un membre passif. En 1995/1996, le maître FIDE Christian Bossert l'emmène au Schachfreunde Baiertal-Schatthausen, club avec lequel il entre en 2e Liga Süd, en deuxième division allemande, et en l'an 2000, il découvre le championnat d'Allemagne d'échecs des clubs. Là, il joue au deuxième échiquier, derrière Rolf Schlindwein. Lors de la saison 2001/2002, il joue pour Castrop Rauxel. C'est la dernière saison du club dans l'élite du championnat allemand. 
Fabian Döttling quitte le club à la fin de la saison pour rejoindre l'OSG Baden-Baden, qui s'appelait encore à l'époque le club d'échecs de Baden-Oos. Avec ce club, il est cinq fois champion d'Allemagne (en 2006, 2007, 2008, 2009 et 2011) quatre fois vainqueur de la coupe d'Allemagne des clubs et deux fois champion d'Allemagne des clubs en blitz. Lors de l'édition de 2007 de ce championnat qui se déroule à Rinteln, Fabian Döttling obtient le meilleur résultat individuel avec 23,5 points sur 25 possible.
Fabian Döttling joue aussi dans les championnats néerlandais et français des clubs. Il joue pour plusieurs clubs en championnat des Pays-Bas d'échecs des clubs (en néerlandais : Meesterklasse), il joue pou Schaakstad Apeldoorn lors de la saison 2000/01, pour VastNed Rotterdam de 2001 à 2004, pour De Variant Breda de 2004 à 2006, avec lequel il remporte le championnat néerlandais en 2005 et 2006  et pour Schrijvers Rotterdam. En France, il joue pour le Cercle d'échecs de Strasbourg, avec lequel il remporte la coupe de France en 2007 et participe à la coupe d'Europe des clubs la même année.

### Palmarès individuel

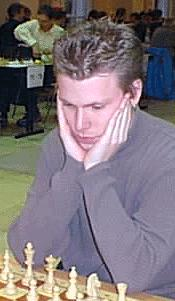
Fabian Döttling en 2003 à Bad Wiessee

En 1991, Fabian Döttling remporte le championnat du Bade-Wurtemberg d'échecs dans la catégorie des moins de 11 ans. En 1995, il est champion d'Allemagne de la jeunesse dans la catégorie des moins de 15 ans, lors du compétition jouée à Rosenheim. En 1996, il devient le premier champion d'Europe junior allemand. Il joue alors à Rimavská Sobota, dans la catégorie des moins de 16 ans, et réalise un score de 7 points sur 9. A cette époque, il est entrainé par Christian Bossert.
En 1998, Fabian Döttling termine cinquième, derrière Péter Ács, lors du championnat du monde jeunesse dans la catégorie des moins de 18 ans, à Oropesa del Mar, en Espagne. En 2000, il devient champion de l'OTAN lors d'une compétition qui se joue à Bourg-Léopold, en Belgique. En individuel, il a 1 point d'avance sur le deuxième et avec l'équipe de la Bundeswehr, 3,5 points d'avance.
En 2001, il remporte l'Open Chess Championship des États-Unis (US Open), qui se joue à Framingham dans le Massachusetts. Il partage toutefois son titre avec Aleksander Wojtkiewicz, Joel Benjamin et Alexander Stripunsky. La même année, il remporte un tournoi de blitz non-stop de 36 heures à Magdebourg, en Allemagne. Le tournoi se jouait en équipe de deux, avec son coéquipier Rolf Schlindwein. Tous les deux remportent ce même tournoi en 2002. 
En 2003, il termine deuxième mais invaincu lors du tournoi Info-Score-Turnier de Baden-Baden, en Allemagne (derrière Suat Atalık). La même année, il est encore deuxième, cette fois dans le 7 Offenen Internationalen Bayerischen Meisterschaft (7e championnat international mixte de Bavière) à Bad Wiessee, et encore derrière Suat Atalık. En 2005, Fabian Döttling remporte l'Open Untergrombach à Bruchsal-Untergrombach. En 2006, il termine deuxième d'un tournoi de grands maîtres en Allemagne, dont la première moitié a eu lieu à Hockenheim et la seconde à Willingen. Toujours en 2006, il remporte le tournoi de blitz en ligne de Dos Hermanas sur le serveur ICC, s'imposant notamment lors des éliminatoires face à Maxim Dlugy, Gata Kamsky, Magnus Carlsen et Bu Xiangzhi.

## Parcours en équipe nationale

### Parcours lors des olympiades d'échecs
En 1996, Fabian Döttling obtient 7 points en 9 matchs au premier échiquier de l'équipe allemande lors de l'olympiade d'échecs des jeunes dans la catégorie des moins de 16 ans, qui se déroule en Yougoslavie. L'équipe allemande est composée de Ferenc Langheinrich, Martin Zumsande et Oliver Nill, elle termine à la 10e place. 

### Parcours en Mitropa Cup
Fabian Döttling participe aussi à trois reprises à la coupe Mitropa. En 2000, à Charleville-Mézières, il rate de peu une norme de GMI alors qu'il joue au deuxième échiquier de son équipe, terminant avec le score de 6,5 points en 9 matchs. En 2002, l'Allemagne atteint la deuxième place, à égalité de points avec la Slovénie, mais derrière au départage. Dans ce tournoi, il reçoit une médaille d'or pour sa prestation individuelle : 6,5 sur 8 au quatrième échiquier. Il remporte finalement l'édition de la coupe Mitropa qui se joue en 2003 à Pula, en Croatie. Il joue alors au troisième échiquier de l'équipe d'Allemagne, et réalise un score de 5 sur 9.

## Titres internationaux
Fabian Döttling est maître international, en novembre 2000. Il détient le titre de grand maître depuis octobre 2003 - il a réalisé les normes correspondantes pour ce titre entre avril 1999 et juillet 2003, en jouant en Bundesliga, à Bad Wiessee, Tel-Aviv et  Baden-Baden). 